# Toto Koopman
Pour les articles homonymes, voir Koopman.
Catharina Toto Koopman, née en octobre 1908 à Salatiga (île de Java) et morte en août 1991 à Londres, est un mannequin d'origine néerlandaise et indonésienne, membre de la Café society des années 1930, résistante pendant la Seconde Guerre mondiale puis galeriste à Londres à partir des années 1950.

## Biographie
Née d'un père néerlandais, officier de cavalerie, et d'une mère moitié néerlandaise et moitié indonésienne, Catharina (dite « Toto ») Koopman est la première métisse à faire carrière dans le mannequinat lorsqu'elle s'établit à Paris, où elle travaille pour Coco Chanel puis Marcel Rochas, Mainbocher et Madeleine Vionnet. Des photos d'elle paraissent régulièrement dans Vogue Paris, et ses portraits sont signés Edward Steichen et George Hoyningen-Huene. Ses liaisons bisexuelles, avec Tallulah Bankhead, Randolph Churchill et Lord Beaverbrook, défraient la chronique.
Au cours de la Seconde Guerre mondiale, elle s'engage au côté de la Résistance italienne en tant qu'espionne et est arrêtée. Elle est alors déportée au camp de concentration de Ravensbrück.
Après la Libération, Toto Koopman fait la connaissance de la galeriste allemande Erica Brausen (1908-1992), qui deviendra sa compagne jusqu'à sa mort,.
Les deux femmes ouvrent en 1947 la Hanover Gallery, à Londres, qui révèle au public, entre autres, l'œuvre de Francis Bacon. Elles vivent surtout entre Londres, Paris et la propriété qu'elles ont acquise en 1959 sur la petîte île de Panarea, au nord-est de la Sicile. Leurs amis se nomment Michel Leiris, Raymond Queneau ou André Pieyre de Mandiargues. La galerie ferme ses portes en 1973.